# 荷兰皇家气象研究所
荷兰皇家气象研究所（荷蘭語：Koninklijk Nederlands Meteorologisch Instituut，简称KNMI）是荷兰国家气象预报机构，总部位于荷兰中部乌得勒支省的德比尔特。
荷兰皇家气象研究所的主要任务是天气预报、气候变化监测和地震活动监测。荷兰皇家气象研究所也是气候、气候变化和地震学的国家研究和信息中心。

## 历史

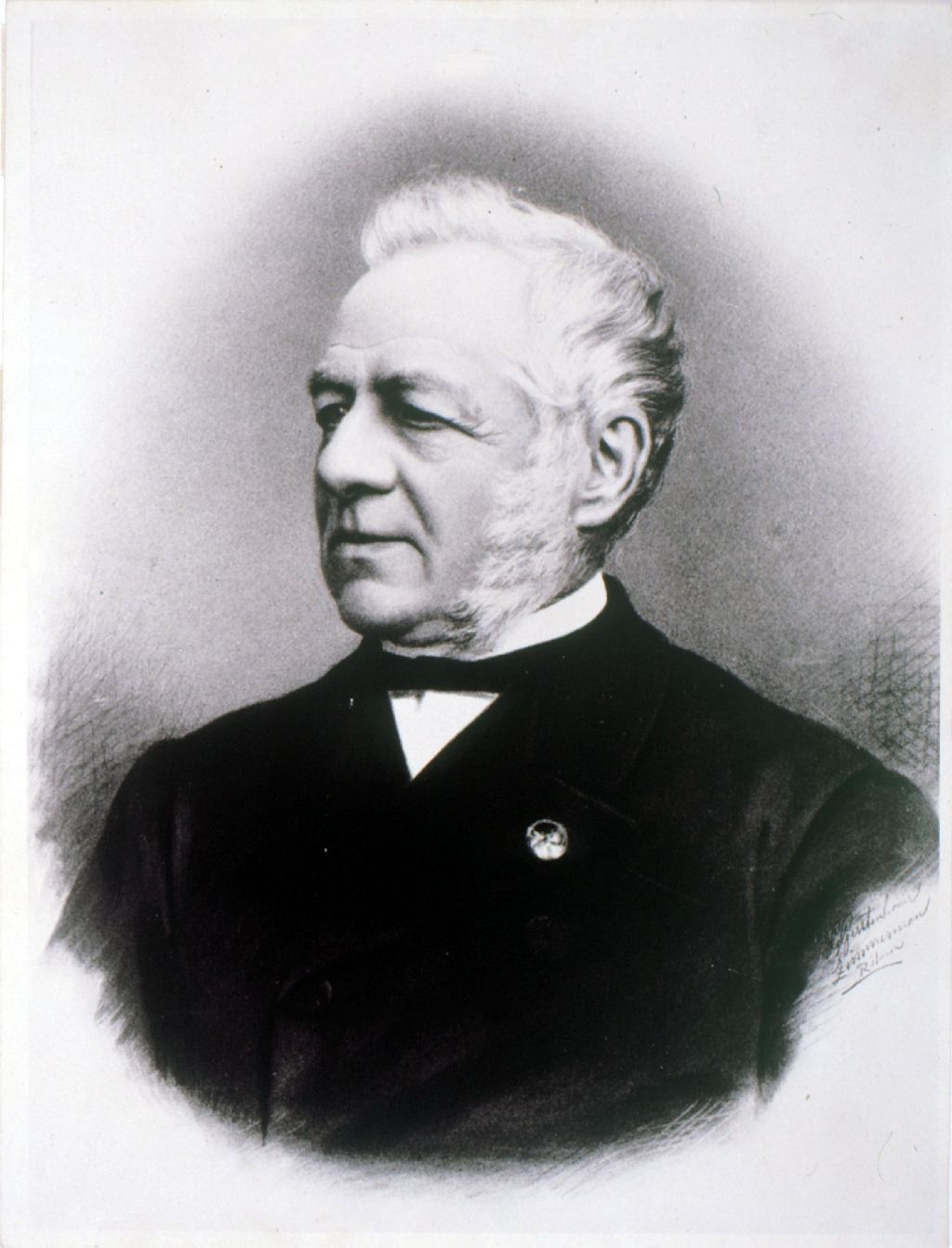
第一任主任白贝罗教授 (从1854年至1890年）.

荷兰皇家气象研究所于1854年1月21日根据国王威廉三世的皇家法令成立，名称为“皇家气象台”。赫里斯托福鲁斯·亨里克斯·迪德里克斯·白贝罗教授被任命为第一任主任。前一年，白贝罗教授将乌得勒支大学天文台迁至Sonnenborgh的退役堡垒。直到1897年，KNMI总部才迁至德比尔特的Koelenberg庄园。
“皇家气象台”最初有两个部门，陆上部门由弗雷德里克·威廉·克里斯蒂安·克雷克博士领导，海军部门由海军中尉马林·H·詹森领导。
和同年在英国创立英國氣象局的罗伯特·菲茨罗伊一样，白贝罗对当时欧洲报纸上非科学的天气报告感到失望。和英国气象局一样，荷兰皇家气象研究所也开创了每日天气预报，他用一个新的组合词“weervoorspelling”（天气预报）来称呼它。

## 研究
荷兰皇家气象研究所的应用研究主要集中在三个领域：
- 旨在提高气象学的和海洋学的数据质量、实用性和可获取性的研究，以支持实用天气预报和此类数据的其他应用。
- 与气候相关的海洋学研究；大气边界层过程、云和辐射；地球大气层化学成分（例如臭氧）；气候变化研究；气候、气候变化和气候变化的分析；为荷兰政府提供与气候和气候变化相关的建模支持和政策支持。
- 地震学研究以及地震活动（地震）监测。

## 开发大气扩散模型
荷兰皇家气象研究所的应用研究还包括大氣擴散模式的开发和实际使用。
每当欧洲境内发生灾难，导致有毒性气体或放射性污染物质排放到大气中时，最重要的是要迅速确定有毒物质的大气羽流在盛行风和其他气象因素的影响下被输送到何处。在这种情况下，KNMI 会启动特别灾难服务。为此，由7名气象学家组成的小组日夜待命。荷兰皇家气象研究所在紧急情况下提供信息的作用已纳入市级和省级灾害管理计划。值班气象学家可通过专用电话连接，直接向民政部门、消防部门和警方提供天气和其他相关信息。

## 风暴命名
2019年，荷兰皇家气象研究所决定加入欧洲天气系统命名西欧组，以帮助人们认识风暴的危险性，第一个被命名的风暴是2020年2月9日的风暴西亚拉。